# Harpalus tadorcus
Harpalus tadorcus är en skalbaggsart som beskrevs av Ball. Harpalus tadorcus ingår i släktet Harpalus och familjen jordlöpare. Inga underarter finns listade i Catalogue of Life.